# Bangsovská fantasy
Bangsovská fantasy (anglicky Bangsian fantasy) je žánr fantasy, věnovaný příběhům známých lidí, odehrávajících se po tomto životě (jinými slovy po jejich smrti). Lokace děje zahrnují Hádés či podsvětí (kde není ani utrpení ani rozkoš), nebe (dobré místo) a/nebo peklo či stupně pekla (špatné místo).
Žánr je pojmenován po Johnu Kendricku Bangsovi, jehož Associated Shades (skupina duší známých mrtvých lidí, vystupující v několika pracích Johna K. Bangse), série románů z přelomu devatenáctého a dvacátého století, se zaměřuje na situaci těchto duší slavných lidí a jejich vyrovnávání se s posmrtným životem.

## Díla

### Bangsova díla
- A House-Boat on the Styx (1895)
- Pursuit of the House-Boat (1897)
- The Enchanted Type-Writer (1899)
- Mr. Munchausen: Being a True Account of Some of the Recent Adventures beyond the Styx of the Late Hieronymus Carl Friedrich, Sometime Baron Munchausen of Bodenwerder, as originally reported for the Sunday Edition of the Gehenna Gazette by its special interviewer the late Mr. Ananias formerly of Jerusalem, and now first transcribed from the columns of that journal by J. K. Bangs (1901)

### Díla ostatních
- Captain Stormfield's Visit to Heaven (1909), krátký příběh Marka Twaina
- Heaven/Hell (2007), novela Mur Laffertyové
- Lucifer and Lacious (2007), novela Sean Vincent Lehosita